# ده عسكر (أسفيتش)
ده عسکر (بالفارسية: ده عسکر) هي قرية تقع في إيران في قسم أسفیتش الريفي. يقدر عدد سكانها بـ 19 نسمة بحسب إحصاء 2016.